# František Stočes
František Stočes (19. května 1895 Smíchov – 23. června 1942 Kobyliská střelnice, Praha ) byl český průkopník dopravního letectví. Od roku 1931 vykonával funkci technického ředitele a roku 1933 byl jmenován vrchním ředitelem Československých státních aerolinií. Významně se zasloužil o rozvoj ČSA, které v této době patřily k předním evropským leteckým společnostem. Za své zásluhy o mezinárodní letecký provoz byl v roce 1937 oceněn belgickým Řádem Leopolda II. a v následujícím roce obdobnými vysokými státními vyznamenáními v Jugoslávii a Rumunsku. Byl popraven nacisty v červnu 1942.

## Život

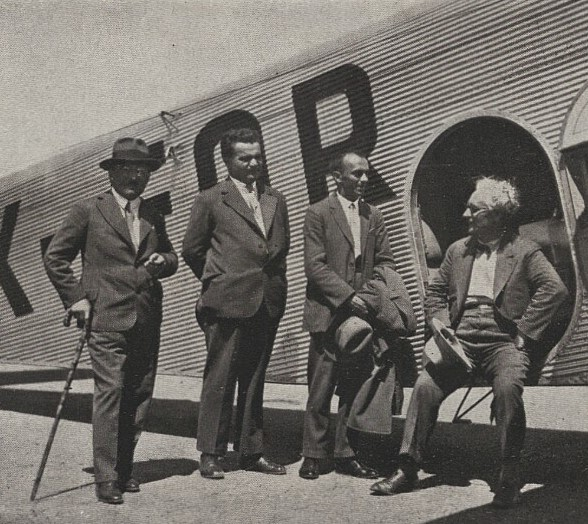
František Stočes (druhý zleva), při zahájení linky Záhřeb–Praha, 1930

František Stočes se narodil 19. května 1895 jako nejmladší ze tří dětí. Měl staršího bratra Jaroslava (26. května 1891 – 26. září 1968) a sestru Alžbětu (11. ledna 1893 – 9. ledna 1990). Pocházel z velmi skromných poměrů. Jeho otec František Stočes (17. května 1864 – 20. července 1938) byl pekař. Rodina žila na Smíchově v Jeronýmově ulici.
František Stočes vystudoval Reálné gymnázium na Malé Straně. Začal studovat na Císařské a královské české vysoké škole technické, ale po vypuknutí první světové války musel studium přerušit a narukovat na východní frontu, kde padl do ruského zajetí, odkud se vrátil v únoru 1919.
Po návratu do vlasti pokračoval ve studiu na vysoké škole, kterou absolvoval s vyznamenáním v roce 1922. Začal pracovat v Radiologickém ústavu jako asistent Václava Felixe, předního odborníka na aerodynamiku. Na jeho doporučení František Stočes získal stipendium na École supérière de l'Aéronautique, kde studoval v letech 1923–1924. V roce 1923 při svém studiu v Paříži pracoval jako dobrovolník několik týdnů ve společnosti AVIONS Henri et Maurice Farman, významné francouzské firmy vyrábějící letadla. Od ní zakoupilo československé ministerstvo veřejných prací na tehdejší dobu velkokapacitní letadlo (pro 12 cestujících) FARMAN F.62 Goliath. Stočes byl zmocněn tehdejším ředitelem ČSA, aby dohlédl na odeslání zakoupeného letounu.
Při studiu v Paříži se Stočes seznámil se svojí pozdější ženou Marií-Luise Louvet (přezdívanou MaLu, * 1902), se kterou se dne 12. listopadu 1925 oženil. Manželům se narodily dvě děti, Geneviève (* 1926) a Boris (* 1928). Rodina žila na letišti ve Kbelích, později na nově vybudovaném letišti Ruzyně a těsně před druhou světovou válkou ve vile v Bubenči v dnešní ulici Charlese de Gaulla č. 25.

## Práce v ČSA
Od roku 1931 František Stočes zastával funkci technického ředitele ČSA a od roku 1933 funkci vrchního ředitele. Pro svoje hluboké teoretické znalosti, vytrvalost, pracovitost, preciznost a čestné jednání se těšil přirozené autoritě zaměstnanců „od hangáru po pilotní kabiny“. Pro svoji mohutnou postavu a houževnatou povahu byl přezdíván „Zubr“.
Některá z jím zavedených moderních opatření jsou stále platná (termín zimní školení personálu). Usiloval o moderní řízení společnosti, ačkoli často narážel na byrokratické postupy ministerstva. Požadoval zřízení nezávislého orgánu pro vyšetřování leteckých nehod, usiloval o budování perspektivních strukturu leteckých tratí, zavedení radiostanic na palubě letadel, zaváděl nové postupy při náboru a výběru zaměstnanců (psychologicko-technické prověrky) atd.

## Protinacistický odboj
Po Mnichovské dohodě zavazující Československo k postoupení části svého území hitlerovskému Německu, organizoval Stočes evakuaci osob a pro republiku důležitého materiálu ze zabraného území. Dne 4. června 1942 jej zatklo gestapo. Byl obviněn ze schvalování atentátu na zastupujícího protektora Reinharda Heydricha a odsouzen k trestu smrti. Rozsudek byl vykonán 23. června 1942.